# 场中路
场中路是中華人民共和國上海市一條橫跨寶山區、靜安區和虹口區的東西走向道路。西至滬太路，東至逸仙路與政立路相接。长度為6916米，名稱來自於道路起訖點大場与中山路。道路始建於中華民國19年（1930年）。共和新路以西的場中路路段原名上官路。中華民国25年（1936年）向东延伸至逸仙路的前身中山路。